# 靈異狸藻
靈異狸藻（学名：Utricularia peranomala）為狸藻屬一年生极小型蘚间生及岩生食虫植物。其种加词“peranomala”来源于希腊文“per-”和“nomos”，意为“整个，完全”和“法律”。灵异狸藻為中國的特有种，仅存在于廣西東北部丘陵地区的模式产地中。灵异狸藻岩生于潮濕岩石上的苔蘚之間。1986年，彼得·泰勒最先发表了灵异狸藻的描述。

## 外部連結
维基共享资源上的相關多媒體資源：灵异狸藻
 維基物種上的相關：灵异狸藻